# Carl Unger
Carl Unger (24. srpna 1915 Olbramkostel u Znojma – 21. prosince 1995 Vídeň) byl rakouský malíř.

## Život
Narodil se v obci Wolframitzkirchen, dnes Olbramkostel, u Znojma. Studoval na Akademii výtvarných umění ve Vídni u Herberta Boeckla, s jehož dcerou Marií se v roce 1943 oženil. V roce 1947 byl jedním ze zakládajících členů Art Clubu, platformy sdružující mladé malíře, sochaře, spisovatele a hudebníky v boji za autonomii moderního umění.
V roce 1950 se stal vedoucím katedry studia lidské postavy na Univerzitě užitého umění ve Vídni (Universität für angewandte Kunst Wien) a v letech 1971–1975 byl jejím rektorem.
Zemřel ve Vídni 21. prosince 1995. Je pohřben na hřbitově Hietzingu.

## Dílo
Styl Carla Ungera se vyvinul z expresionismu, přes kubistické fáze k abstrakci. Jeho dílo zahrnuje krajiny, figurální malbu, akvarely i kresby.
Některá významná díla
- Vitrážová okna na kostele Jména Panny Marie, Vídeň 16
- Stropní fresky v Grosses Festspielhaus v Salcburku
- Vlysy na Technischen Gewerbemuseum, Vídeň 20

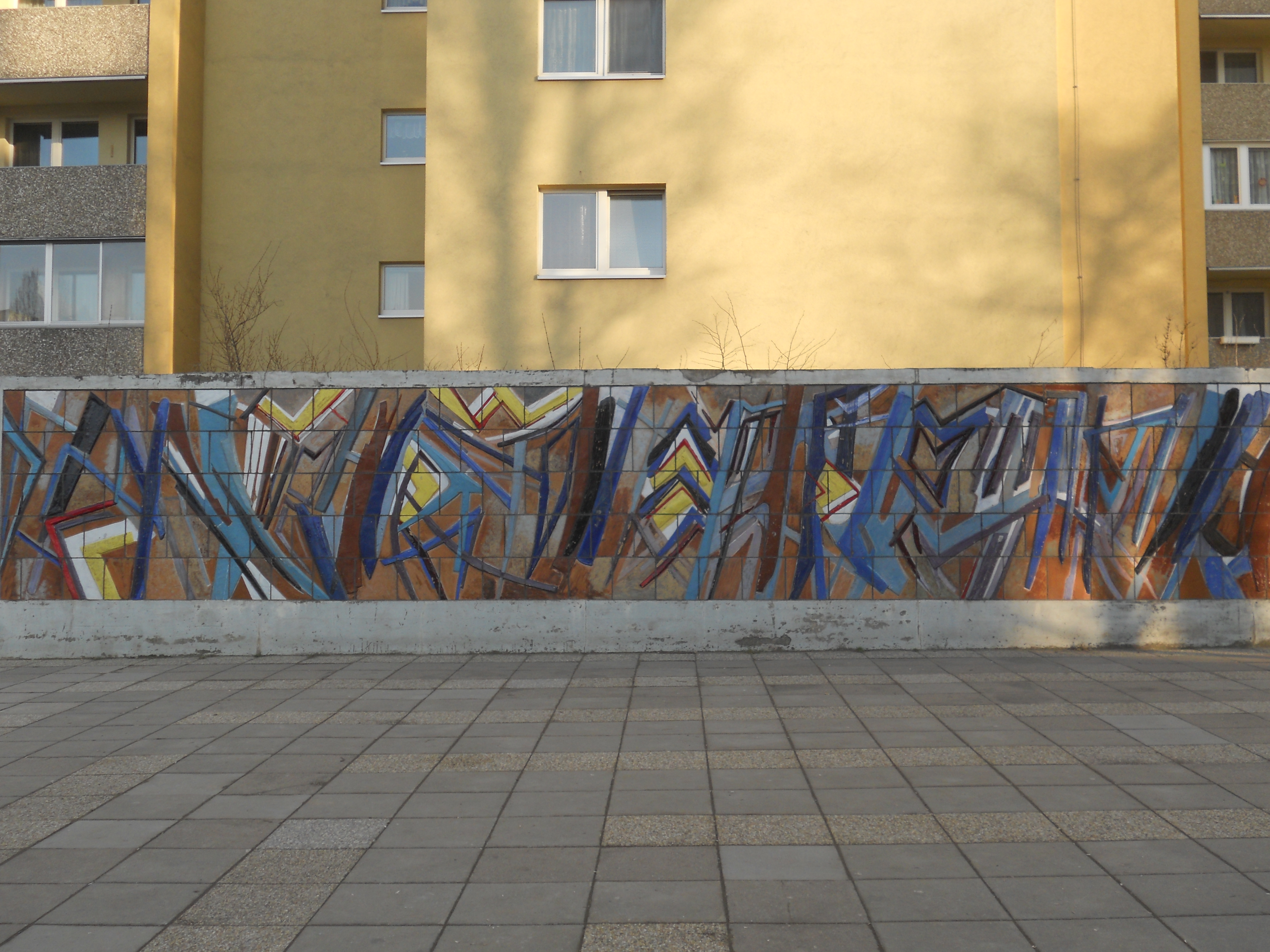
Keramická stěna ve Vídni, Thürnlhofstraße 20-24
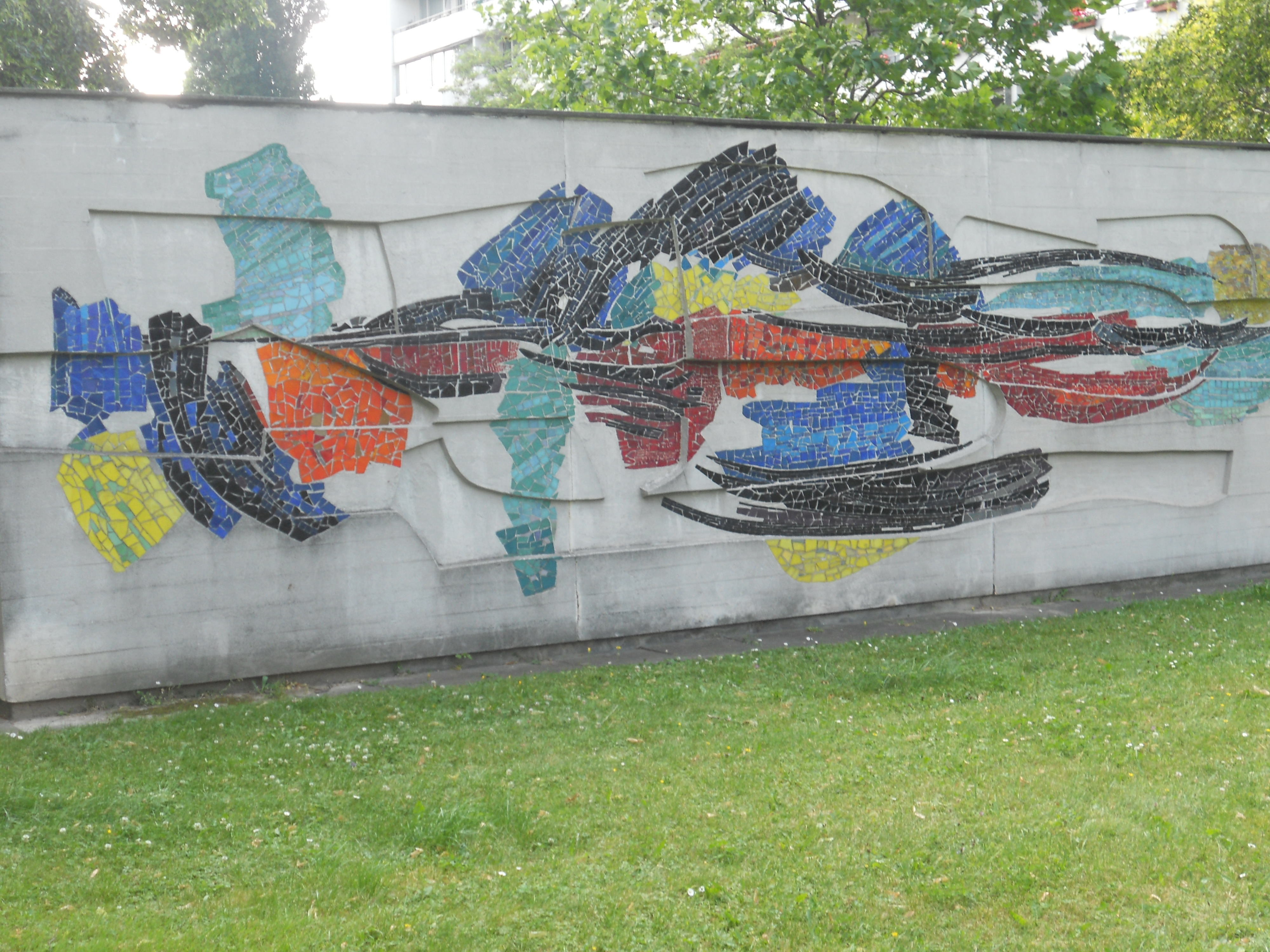
Betonový relief s mosaikou „Letiště“
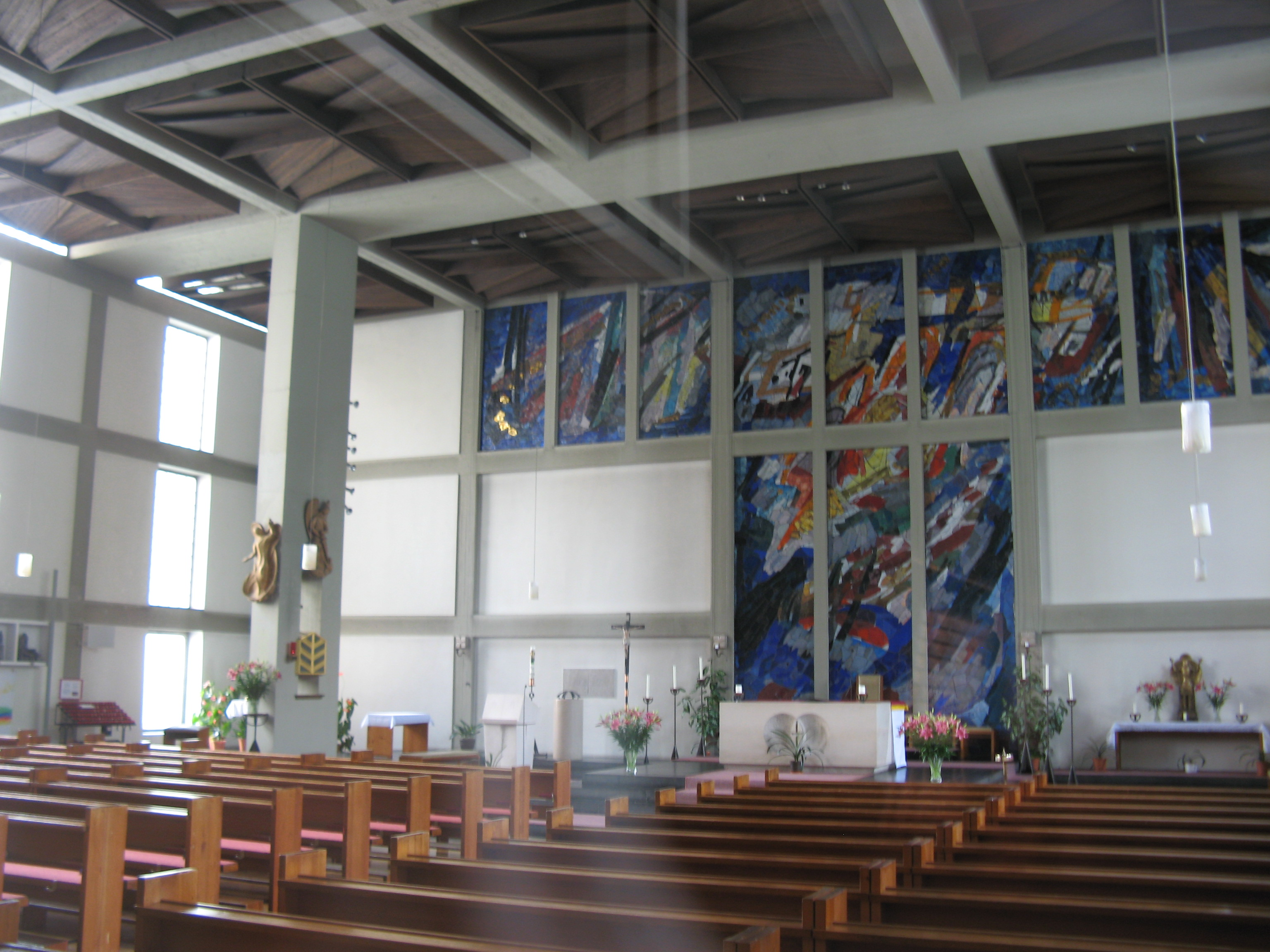
Interiér kostela Sv. rodiny, Puchsbaumplatz, Vídeň
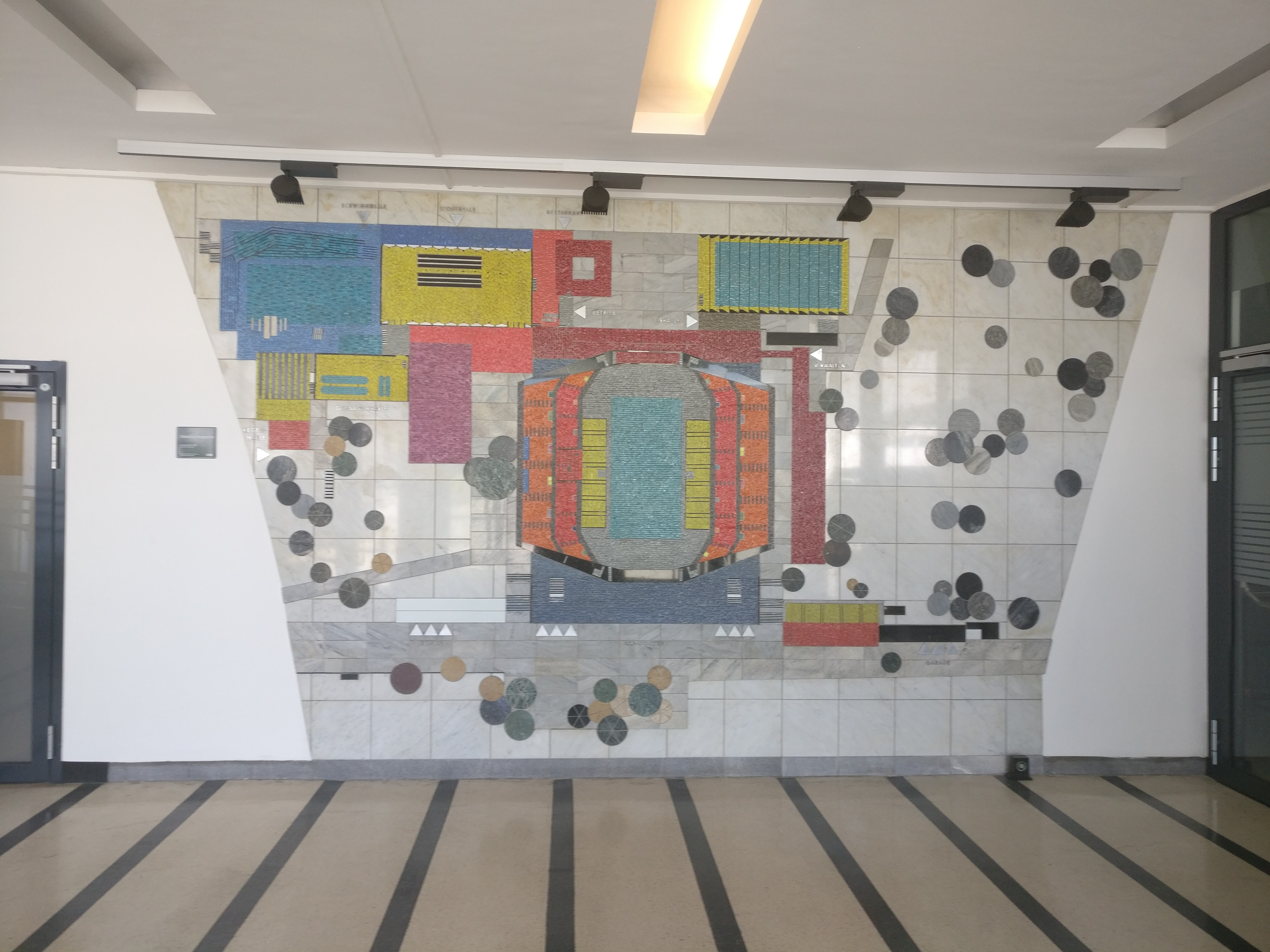
Orientační plán, Vídeň

## Ocenění
- Rakouská státní cena pro malířství (1950)
- Cena města Vídně za výtvarné umění (1959)
- Zlatá čestná medaile města Vídně (1987)
- Papežský Řád svatého Silvestra (1993)
- Velký záslužný kříž Rakouské republiky (1995)